# テ・ジナ
テ・ジナ（태진아、太進児、Tae Jin Ah、1953年4月5日 - ）は、大韓民国の歌手、大韓歌手協会会長。息子は歌手・シンガーソングライターのイル（이루、Eru）。トロット四天王のひとり。

## 来歴
貧しい家庭に生まれ、生活費を稼ぐために小学校卒業後から様々な職業に就く。
1973年に「思い出の青い丘 （추억의 푸른 언덕）」で歌手デビュー。1974年にMBC10大歌手歌謡祭新人賞を受賞。
1975年、現代建設社長夫人との不倫が発覚し、姦通罪の容疑で身柄拘束される。数日後、協議離婚が成立したことで告訴が取り消され釈放。これにより歌手分科委員会を除名処分になるなど活動に制限がかかり謹慎を余儀なくされる。
活動を再開した後、1980年に渡米。露天商をしていた時に在ニューヨーク韓人経済人協会会長でのちの慶尚南道知事金爀珪の目に止まり、彼の元でビジネスを学ぶ。（2006年には金爀珪の後援会長に就任した）
1984年に国内活動を再開。
1989年に発表した「オッキョン （옥경이）」が7週連続1位を記録し、同曲を収録したアルバムは160万枚の大ヒットを記録。この年のゴールドディスクにも選ばれる。。翌年に発表した「鏡も見ない女 （거울도 안보는 여자）」及び後続曲の「ごめん ごめんよ（미안 미안해）」は共にKBS歌謡トップ10で1位を獲得する。この年のソウル歌謡大賞で大賞を受賞。
名実ともに大物歌手の仲間入りをし、ヒョンチョル、ソン・デグァン、ソル・ウンドと合わせてトロット四天王と呼ばれるようになる。
1993年には所属していたハンバッ企画から独立し、個人事務所「ジナ企画」を設立。プロデュサーとしても活動し女優のキム・ジャオクを歌手としてデビューさせデビューアルバムは60万枚を超える売上を記録させた。90年代後半からはソン・デグァンと合同コンサートも開催している。
2000年には「愛は誰もできるものじゃない （사랑은 아무나 하나）」を発表。当時トロット楽曲として初めてミュージックビデオを制作し、累計20万枚を販売し大ヒットを記録。2004年の「同伴者 （동반자）」などのヒットで人気を不動のものにしている。
2005年には、息子のイル（Eru）が歌手デビュー。彼のアルバム「Level II」にて親子デュエットを果たす。
2009年8月19日には日本デビューシングル「すまない」をテイチクエンタテインメントから発売。本格的に日本での活動をスタートさせる。
2010年には大韓歌手協会の会長に就任。2011年には会長としてKARAの騒動を収束させた。

## 受賞歴
- 1991年第2回ソウル歌謡大賞 - 大賞[13]
- 2017年第1回Soribada Best K-Music Award - 新韓流トロットスター賞[14]

## ディスコグラフィ

### アルバム（韓国）
- 「私の心急行列車 （내 마음 급행열차）」（1972年）
- 「思い出の青い丘 （추억의 푸른 언덕）」（1974年）
- 「忘れないだろう （잊지는 못할 거야）」（1977年）
- 「ギョンアの愛 （경아의 사랑）」（1982年）
- 1集「もう一度泣いたな （다시 한번 울었네）」（1988年）
- 2集「オキョン （옥경이）」（1989年）
- 3集「鏡も見ない女 （거울도 안보는 여자）」（1990年）
- 4集「ソンヒの鞄 （선희의 가방）」（1991年）
- 5集「黄色いハンカチ （노란 손수건）」（1992年）
- 6集「思慕曲 （사모곡）」（1993年）
- 7集「行ってしまった愛 （가버린 사랑）」（1995年）
- 8集「恋人 （애인）」（1997年）
- 9集「あなたの涙 （당신의 눈물）」（1998年）
- 10集「愛は誰もできるものじゃない （사랑은 아무나 하나）」（2000年）
- 11集「愛はいたずらではない （사랑은 장난이 아니야）」（2002年）
- 12集「馬鹿 （바보）」（2003年）
- 13集「同伴者 （동반자）」（2004年）
- 14集「良く暮らすだろう （잘 살꺼야）」（2005年）
- 15集「おばさん （착한여자）」（2006年）
- 16集「まあまあに （그저 그렇게）（2007年）
- 17集「あなた （자기）」（2008年）
- 18集「愛はお金よりいい （사랑은 돈보다 좋다）」（2010年）
- 19集「イルナゲトネ （일나겠네」（2011年）
- 20集「愛は涙と言うの （사랑은 눈물이라 말하지）」（2012年）

### シングル（日本）
- 2009年 - すまない （作詞・松本一起、作曲・浜圭介）
- 2010年 - 命の華

## 各種活動

### ラジオ
- 1995年 - SBSラジオ「テ・ジナ 歌謡リサーチ」DJ
- 1996年 - SBSラジオ「テ・ジナのトロット・ハイウェイ」DJ
- 2003年 - KBSラジオ「テ・ジナ トロットショー」DJ
- 2004年 - KBSラジオ「テ・ジナ ショー・ショー・ショー」DJ

### 官公庁関連
- 2006年 - 大韓民国関税庁広報大使
- 2007年 - 大韓民国法務部広報大使